# Tenis ziemny na Igrzyskach Boliwaryjskich 2022
Tenis ziemny na Igrzyskach Boliwaryjskich 2022 – turniej tenisowy, który był rozgrywany w dniach 29 czerwca–5 lipca 2022 roku podczas igrzysk boliwaryjskich w Valledupar. Zawodnicy zmagali się na obiektach Complejo de Raquetas Valledupar. Tenisiści rywalizowali w pięciu konkurencjach: singlu i deblu mężczyzn oraz kobiet, a także mikście

## Medaliści
Poczet medalistów zawodów tenisowych podczas Igrzysk Boliwaryjskich 2022.
| Konkurencja             | Złoty medal                               | Srebrny medal                         | Brązowy medal                         |
| gra pojedyncza kobiet   | Yuliana Lizarazo                          | Mell Reasco                           | Fernanda Labraña                      |
| gra pojedyncza mężczyzn | Juan Sebastián Gómez                      | Matías Soto                           | Diego Fernández Flores                |
| gra podwójna kobiet     | María Herazo González María Paulina Pérez | Tania Andrade Camila Romero           | Sofia Cabezas Daniela Rivera          |
| gra podwójna mężczyzn   | Brandon Pérez Ricardo Rodríguez-Pace      | Diego Fernández Flores Matías Soto    | Sergio Galdós Conner Huertas del Pino |
| gra mieszana            | Mell Reasco Alvaro Guillen                | Yuliana Lizarazo Juan Sebastián Gómez | Vanesa Suárez Brandon Pérez           |

### Tabela medalowa
Klasyfikacja medalowa zawodów tenisowych podczas Igrzysk Boliwaryjskich 2022.
| Miejsce | Państwo   | Złoto | Srebro | Brąz | Razem |
| ------- | --------- | ----- | ------ | ---- | ----- |
| 1.      | Kolumbia  | 3     | 1      | 0    | 4     |
| 2.      | Ekwador   | 1     | 2      | 0    | 3     |
| 3.      | Wenezuela | 1     | 0      | 2    | 3     |
| 4.      | Chile     | 0     | 2      | 2    | 4     |
| 5.      | Peru      | 0     | 0      | 1    | 1     |
|         | Razem     | 5     | 5      | 5    | 15    |